# Zecchino d'Oro 1991
Il trentaquattresimo Zecchino d'Oro si è svolto a Bologna dal 21 al 24 novembre 1991.

## Il programma
È stato presentato da Cino Tortorella e Maria Teresa Ruta. La sigla era la canzone La nostra festa.
In questa edizione nacque l'iniziativa chiamata il Fiore della solidarietà, grazie alla quale ogni anno vengono realizzate opere di solidarietà a favore dei bambini poveri di tutto il mondo. Il primo Fiore della solidarietà fu dedicato alla costruzione di tre scuole e ad una campagna di vaccinazione per 50.000 bambini in Bangladesh.
Gli ospiti di questa edizione sono stati un gruppo di ballerine bengalesi e Adriano Celentano (in collegamento telefonico).
Monta in mountain-bike, brano vincitore dell'edizione, durante la puntata finale ottenne un punteggio pari a 160, il massimo risultato realizzabile.
Bambinissimi papà, il cui testo è stato scritto da Lino Banfi, e la sigla della 31ª edizione dello Zecchino d'Oro, Il coro del creato, sono contenuti nella colonna sonora del film Parenti serpenti di Mario Monicelli.

## Brani in gara
- Al luna park (Tivolissa) ( Finlandia) (Testo originale: Keijo Laitinen, Testo Italiano: Vittorio Marchisio/Musica: Keijo Laitinen) - Katariina Lantto (7 anni)
- Bambinissimi papà (Testo: Lino Banfi/Musica: Augusto Martelli) - Carlotta Scintu (5 anni)
- Bolle di sapone (Testo: Mara Maretti Soldi/Musica: Nicola Aprile) - Federica Maresca (6 anni)
- Fründ, amico, ami ( Svizzera) (Testo: Roberto Rufolo, Testo italiano: Davide Tortorella/Musica: Salvatore De Pasquale) - Desirée Debrit (7 anni) (Ticino), Aurelie Jordan (7 anni) (Romandie) e Diana Losa (7 anni) (Deutschweiz)
- Il corsaro nero è andato in pensione (Testo: Andrea Bertocchi/Musica: Andrea Bertocchi) - Francesco Icaro Cannito (6 anni) e Ruben Voci (5 anni)
- Il mio dentino dondola (Testo: Vittorio Sessa Vitali/Musica: Adriano Della Giustina) - Diana Barbera (5 anni), Matteo Maestri (5 anni), Manuela Micoli (5 anni) e Alessandra Mossali (3 anni)
- Il più grande motore (Testo: Cheope/Musica: Gualtiero Malgoni) - Claudia Natale (7 anni)
- La Rosella (Rosella parrot) ( Australia) (Testo originale: Anna Fin, Testo italiano: Alberto Testa/Musica: Macmer) - Rebecca Marie La Manna Fin (7 anni)
- Monta in mountain-bike (Testo: Vittorio Sessa Vitali/Musica: Renato Pareti) - Filippo Gasparre (5 anni)
- Padre Celeste (Père céleste) (Testo: Luciano Beretta/Musica: Augusto Martelli) ( Zaire) - Cedric Lungwa (8 anni)
- Pesci, bimbi e draghi (The flying fish) ( Giappone) (Testo originale: Chieko Nakamura/Testo italiano: Fernando Rossi/Musica: Jun Sakurai) - Mimako Soga (7 anni) (曽我 実磨子)
- Sette matitine (A minha caixinha de lapis de cor) ( Portogallo) (Testo originale: Augusto Maria Dos Santos Marques De Mendonça, Testo italiano: Sandro Tuminelli/Musica: Augusto Maria Dos Santos Marques De Mendonça) - Vanessa Martins (7 anni)